# Karim Moussaoui
Pour les articles homonymes, voir Moussaoui.
Karim Moussaoui, né en 1976 à Jijel en Algérie, est un réalisateur et scénariste algérien.

## Biographie
Karim Moussaoui est membre fondateur de l’association culturelle de promotion du cinéma Chrysalide à Alger. Il a également assuré la programmation cinéma à l'Institut français d'Algérie à Alger pendant plusieurs années.
Son moyen métrage Les Jours d'avant, sélectionné dans plusieurs festivals (dont Locarno, Clermont-Ferrand et Brive) et nommé au César du meilleur court métrage en 2015, a obtenu le Grand Prix du jury au Festival Premiers Plans d'Angers en 2014,.
Karim Moussaoui a été lauréat en 2016 de la Fondation Gan pour le cinéma pour son long métrage En attendant les hirondelles, présenté dans le cadre de la sélection Un certain regard au Festival de Cannes 2017,.
En 2024 son film L'Effacement est sélectionné au 17e Festival du film francophone d'Angoulême, sous la présidence de Kristin Scott Thomas. Le film est porté par l'acteur Sammy Lechea.

## Filmographie

### Réalisateur
- 2013 : Les Jours d'avant (moyen métrage)
- 2017 : En attendant les hirondelles (long métrage)
- 2020 : Celles qui chantent, segment Les Divas du Taguerabt (court métrage)
- 2021 : Ain El Djenna (série télévisée)
- 2024 : L'Effacement (long métrage)

### Directeur de la photographie
- 2020 : L'Algérie de Kamel Daoud de Jean-Marc Giri (documentaire, diffusé dans l'émission La Case du siècle sur France 5)